# Municipio de Jenks
El municipio de Jenks (en inglés: Jenks Township) es un municipio ubicado en el condado de Forest en el estado estadounidense de Pensilvania. En el año 2000 tenía una población de 1.261 habitantes y una densidad poblacional de 5.8/ personas por km².

## Geografía
El municipio de Jenks se encuentra ubicado en las coordenadas 41°28′00″N 79°02′59″O / 41.46667, -79.04972.

## Demografía
Según la Oficina del Censo en 2000 los ingresos medios por hogar en la localidad eran de $27,067 y los ingresos medios por familia eran de $32,273. Los hombres tenían unos ingresos medios de $26,683 frente a los $24,063 para las mujeres. La renta per cápita de la localidad era de $15,131. Alrededor del 12,3% de la población estaba por debajo del umbral de pobreza.